# Ouro nórdico

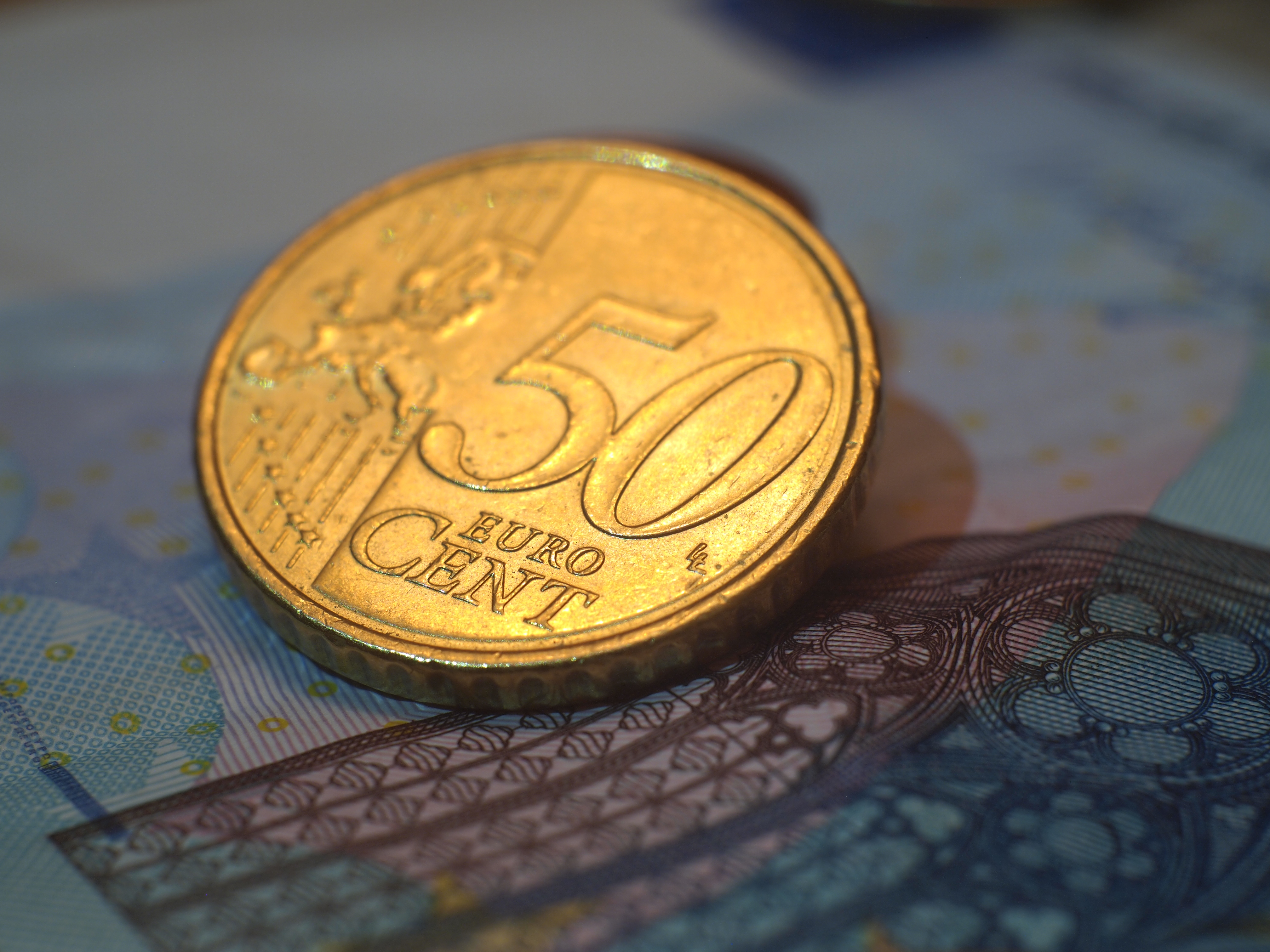
Moeda de 50 cêntimos de euro feita de ouro nórdico

Ouro nórdico (sueco: nordiskt guld) é a liga de cobre dourada da qual muitas moedas são feitas. A liga é um tipo de bronze de alumínio. Ela tem sido usada para uma série de moedas em muitas moedas, mais notavelmente em euros de 50, 20 e 10 centavos, nas moedas suecas de 5 e 10 coroas (para as quais foi originalmente desenvolvida e introduzida em 1991), bem como nas moedas comemorativas polonesas de 2 złoty. Sua composição é 89% cobre, 5% alumínio, 5% zinco e 1% estanho.
Sendo uma liga de cobre, ela não contém ouro. Sua cor e densidade são diferentes do ouro puro. Ela não é alergênica; suas outras vantagens incluem atributos antimicóticos e antimicrobianos fracos (especialmente após abrasão) e resistência ao embaçamento. Ela tem sido estudada por suas aplicações hospitalares antimicrobianas.
O ouro nórdico foi desenvolvido por Mariann Sundberg enquanto ela trabalhava para a empresa finlandesa de metais Outokumpu. O Banco Central Europeu diz que a liga é "difícil de derreter e usada exclusivamente para moedas".

## Propriedades
Comparado ao metal de cobre comercial, o Nordic Gold tem grãos significativamente menores. Um material de óxido fino é formado após polimento abrasivo. As propriedades antimicrobianas da liga foram estudadas extensivamente em 2014 porque ela mostrou ser promissora para uso em hospitais, para ajudar a prevenir infecções por MRSA. Uma descrição bastante completa de suas propriedades eletroquímicas foi um dos resultados.

## Composição
- 89% cobre
- 5% alumínio
- 5% zinco
- 1% estanho